# Monte Serrat
Monte Serrat är en kulle i Brasilien.   Den ligger i kommunen Santos och delstaten São Paulo, i den sydöstra delen av landet, 900 km söder om huvudstaden Brasília. Toppen på Monte Serrat är 157 meter över havet. Monte Serrat ligger på ön Ilha de São Vicente.
Terrängen runt Monte Serrat är varierad. Havet är nära Monte Serrat åt sydväst. Trakten är tätbefolkad. Närmaste större samhälle är Santos, 1,2 km söder om Monte Serrat. 